# كل الأخبار (جريدة)
كل الاخبار هي صحيفة يومية سياسية رياضية  ثقافية عامة مستقلة تأسست سنة 2009 تصدر من العراق يتولى عقيل عواد الشويلي رئاسة التحرير  الجريدة. العنوان بغداد شارع فلسطين